# Клещувка (Люблінське воєводство)
Клещувка (пол. Kleszczówka) — село в Польщі, у гміні Рики Рицького повіту Люблінського воєводства.
Населення — 256 осіб (2011).

## Демографія
Демографічна структура станом на 31 березня 2011 року:
|          | Загалом | Допрацездатний вік | Працездатний вік | Постпрацездатний вік |
| -------- | ------- | ------------------ | ---------------- | -------------------- |
| Чоловіки | 123     | 22                 | 82               | 19                   |
| Жінки    | 133     | 24                 | 75               | 34                   |
| Разом    | 256     | 46                 | 157              | 53                   |